# Regering-Spaak II
De regering-Spaak II (13 maart 1946 - 31 maart 1946) was een Belgische regering. Het was een socialistische regering.
Ze volgde de regering-Van Acker II op na de verkiezingen van 17 februari 1946 en werd opgevolgd door de regering-Van Acker III na het verlies van een vertrouwenstemming in het parlement op 20 maart 1946. De socialisten, de communisten en de UDB gaven hun vertrouwen aan deze minderheidsregering, maar de katholieken stemden tegen en de liberalen onthielden zich. De stemming werd zo 90 stemmen voor en 90 stemmen tegen. Dit betekende het einde van deze regering. Twaalf dagen later legde de regering-Van Acker III de eed af.

## Samenstelling
De regering bestond uit 16 ministers. 11 ervan waren socialisten, de andere 5 waren experts.
| Ambtsbekleder               | Ambtsbekleder | Ambtsbekleder                       | Functie                                                                                | Partij                      |
| --------------------------- | ------------- | ----------------------------------- | -------------------------------------------------------------------------------------- | --------------------------- |
|                             |               | Paul-Henri Spaak (1899-1972)        | Eerste Minister                                                                        | PSB-BSP                     |
| Minister Buitenlandse Zaken |               | Paul-Henri Spaak (1899-1972)        |                                                                                        | PSB-BSP                     |
|                             |               | Achiel Van Acker (1898-1975)        | Minister Arbeid en Sociale Voorzorg belast met de Ordening van de Economische Politiek | BSP-PSB                     |
|                             |               | Henri Rolin (1891-1973)             | Minister Justitie                                                                      | PSB-BSP                     |
|                             |               | Joseph Merlot (1886-1959)           | Minister Binnenlandse Zaken                                                            | PSB-BSP                     |
|                             |               | Léo Collard (1902-1981)             | Minister Openbaar Onderwijs                                                            | PSB-BSP                     |
|                             |               | Franz de Voghel (1903-1995)         | Minister Financiën                                                                     | extraparlementair           |
|                             |               | Arthur Wauters (1890-1960)          | Minister Landbouw                                                                      | extraparlementair (PSB-BSP) |
|                             |               | Herman Vos (1889-1952)              | Minister Openbare Werken                                                               | BSP-PSB                     |
|                             |               | Léon-Eli Troclet (1902-1980)        | Minister Economische Zaken                                                             | PSB-BSP                     |
|                             |               | Ernest Rongvaux (1881-1964)         | Minister Verkeerswezen                                                                 | PSB-BSP                     |
|                             |               | Raoul de Fraiteur (1895-1984)       | Minister Landsverdediging                                                              | extraparlementair           |
|                             |               | Albert De Smaele (1901-1995)        | Minister Buitenlandse Handel                                                           | extraparlementair           |
|                             |               | Jean Van Beneden (1898-1978)        | Minister Volksgezondheid                                                               | extraparlementair           |
|                             |               | Lode Craeybeckx (1897-1976)         | Minister Koloniën                                                                      | BSP-PSB                     |
|                             |               | Georges Moens de Fernig (1899-1978) | Minister Ravitaillering                                                                | extraparlementair           |
|                             |               | Piet Vermeylen (1904-1991)          | Minister Oorlogsschade en Burgerlijke Oorlogsgetroffenen                               | BSP-PSB                     |